# Day Dreams (película de 1919)
Day Dreams es una película muda perdida de 1919 dirigida por Clarence G. Badger y protagonizada por Madge Kennedy y John Bowers. Fue producida y distribuida por Goldwyn Pictures.

## Argumento
Primrose, una chica en una granja aislada con sólo sus abuelos cuidando patos y gansos, siempre ha soñado que un caballero blanco se lo llevará un día como esposa a su castillo al otro lado del mar. Sueña que su pato preferido es el príncipe transformado por una bruja.  George Graham es un vendedor de hormigón que está enamorado de Primrose, pero al ser rechazado intenta romper el sueño de Primrose haciendo que un falso caballero la desilusione, con el convencimiento de que después aceptará su propuesta de matrimonio. Por eso obliga al honesto aldeano Dan O'Hara a hacerse pasar por caballero, amenazándolo que si no lo hace su hermano irá a prisión por haber malversado fondos de la compañía de Graham. Cuando Dan aparece como el caballero y lleva Primrose y sus abuelos a la finca de Graham, transformada para que parezca un castillo, él y Primrose se enamoran. Dan teme el día que termine la ilusión, pero Primrose, al enterarse de los planes de Graham, se casa con Dan después de obtener un compromiso por escrito que el hermano de Dan no será encarcelado.

## Reparto
- Madge Kennedy - Primrose
- John Bowers - Dan O'Hara
- Jere Austin - George Graham
- Alec B. Francis - Abuelo Burn
- Grace Henderson - Abuela Burn
- Marcia Harris - El ama de llaves
- Rumpletilzen - Un pato